# Andricus foecundatrix
Andricus foecundatrix (лат.) — вид перепочатокрылых из семейства цинипид. 
Самки откладывают одно яйцо в вегетативные почки дуба. Яйцекладка и развивающееся яйцо индуцируют образование однокамерного галла, известного как дубовый артишок или шишковидный галл; иногда галл также сравнивают с женскими шишковидными соцветиями хмеля или с шишками лиственницы. Развитие (морфогенез) галла из вегетативных почек дуба черешчатого (Quercus robur) или дуба скального (Quercus petraea) контролируется химическими факторами выделяемыми осой. Личинка живёт во внутренней твёрдой оболочке внутри модифицированных почечных чешуй, слагающих артишок. Осенью внутренняя камера высвобождается из артишока. Бесполое (партеногенетическое) поколение ос вылетает весной и откладывает яйца в соцветия (сережки) дуба. В результате развиваются в маленькие овальные галлы, внутри которых происходит развитие полового поколения ос, откладывающих яйца в вегетативные почки дуба. Артишоковые галл тиса, вызываемый мухой Taxomyia taxi не связан с дубовым артишоковым галлом. Устаревшие названия или синонимы вида A. fecundator : A. fecundatrix, A. pilosus, A. foecundatrix, A. gemmarum, A. gemmae, A. gemmaequercus, A. gemmaecinaraeformis и A. quercusgemmae .

## Галлы
Молодые галлы имеют пучок длинных волосков, торчащих из центра «артишока» сложенного перекрывающимися почечными чешуями. Волоски прикреплены к более твердой (склерифицированной) внутренней камере галла, которая выталкивается и выпадает из «артишока» на землю с начала августа. При этом внешняя часть галла — «артишок» остается на дереве и легко заметен, хотя в нём больше и не содержится внутренней камеры с личинкой. Крупные галлы могут достигать 2 см в длину, темно-зеленые или красновато-коричневой окраски, обычно развиваются в июне и достигают полного размера к осени.
Галлы вызванные бесполым поколением на сережках дуба по форме овальные, заостренные, однокамерные с одной личинкой внутри, около 0,3 см длиной, меняющие цвет в ходе развития от бледно-зеленого до коричневого. С белёсыми волосками на поверхности. Половое поколение ос иногда обозначают синонимом Andricus fecundator forma pilosus (DvL, 1982).
Галловая оса, выходящая весной из внутренней камеры артишока, всегда будет партеногенетической самкой, которая начнёт откладывать яйца в дубовые сережки, отдавая предпочтение Q. robur, а не Q. petraea. Артишоковый галл дуба чаще встречается и легче заметить на молодых деревья и подросте дуба, чем на старых дубах.
|  |  |  |

## Жизненный цикл
Имаго ос, выходящих весной из артишокового галла дуба, всегда представлены самками. Эти самки продолжают откладывать одиночные яйца в мужские соцветия дуба, что вызывает образование мелких «волосистых галлов сережек». Имаго ос, которые выходят из этих галлов, бывают обоих полов. Цикл затем повторяется после того, как самцы и самки спариваются и откладывают оплодотворённые яйца в вегетативных почках дуба, инициируя развитие артишоковых галлов.
После того, как галлы дубового артишока упадут на землю, имаго могут покинуть галлы следующей весной или могут приостановить развитие на 2-3 года. Пустые артишоки, сложенные чешуями, часто остаются на старых побегах дуба и имеют характерно открытые верхушечные чешуйки, изгибающиеся наружу.

## Галлообразующие насекомые
Ряд травоядные насекомые создают свою собственную микросреду обитания, образуя обычно очень характерные растительные структуры, называемые галлами, состоящие из растительной ткани, но контролируемые насекомыми. Галлы являются хорошим примером концепции расширенного фенотипа, предложенной Ричардом Докинзом, поскольку их развитие хотя и происходит на клеточном материале и с использованием имеющихся регуляторных систем растения-хозяина, но при этом полностью контролируется и инициируется генами насекомого-индуктора (в данном случае осы). Галлы служат как средой обитания, так и источником пищи для потомства галловой осы. Поэтому характерные черты строения галла находят своё адаптивное объяснения, главным образом, при рассмотрении их с точки зрения насекомого-индуктора. Желчь артишока полностью образуется из почки и состоит из питательного крахмала и других тканей. Некоторые галлы действуют как «физиологические поглотители», концентрируя в желчи ресурсы из окружающих частей растений. Галлы также могут обеспечить насекомому физическую защиту от хищников.

## Хищники, инквилины и паразитоиды

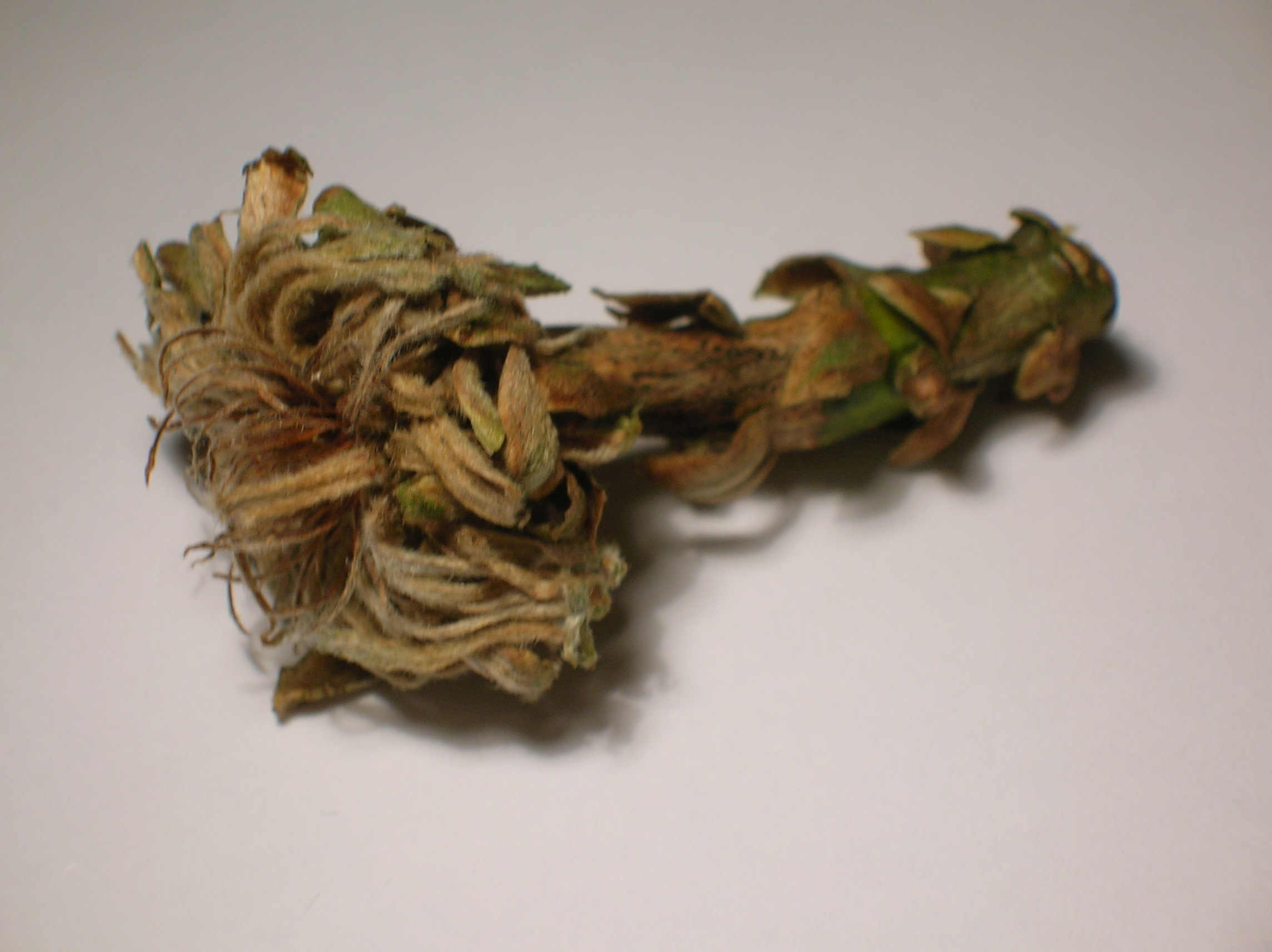
Артишоковый галл дуба зимой

Позвоночные хищники иногда вскрывают зрелые галлы в поисках личинки или куколки.
Некоторые насекомые (инквилины) безвредно живут в артишоковом галле дуба. Иногда такие организмы как и сами осы Andricus атакуются паразитоидами. Некоторые грибы могут инфицировать и убивать личинок A. fecundator .
Andricus curvator, возбудитель галла искривлённых листьев дуба предпочитает откладывать свои яйца на почки, уже колонизированные A. fecundator . Это может представлять собой раннюю фазу развития инквилинного образа жизни.

## Заражения
Удаление артишоковых галлов дуба до того, как они высохнут и появятся осы, может помочь уменьшить заражение. Несмотря на то, что иногда галлов много и они большие, они не причиняют заметного вреда.